# تغريد البقشي
تغريد البقشي فنانة تشكيلية سعودية، من مواليد الأحساء عام 1975م، حاصلة على الماجستير في مناهج التربية الفنية، وتعمل مشرفة تربية فنية، وهي عضو مؤسس في الجمعية السعودية للفنون التشكيلية، بدأت مسيرتها في عالم الفن عام 1999، وأقامت أكثر من 16 معرضًا شخصيًا، كما شاركت في أكثر من 200 معرض جماعي على المستويين المحلي والعالمي، وكانت أول امرأة سعودية تحصل على جائزة التميز التشكيلي ضمن فعاليات الأسبوع الثقافي لمهرجان هجر الثاني، كما حازت جوائز عدة، منها جائزة أوسكار الذهب العربي من خلال مشاركتها في مسابقة الإبداع الحر لتصميم المجوهرات لعام 2002، ومنحت شهادة استحقاق وتقدير من مجلس الذهب العالمي، وجائزة السعفة البرونزية في المعرض الدوري الثامن للفنون التشكيلية والخط العربي في مسقط عام 2006،  وجائزة اقتناء المستوى الأول والثاني والثالث في معرض الفنانات السعوديات.

## حياتها المهنية
حصلت على بكالوريوس في العلوم والتربية عام 1420هـ بتقدير ممتاز، وعلى شهادة الماجستير في مناهج طرق تدريس التربية الفنية من جامعة الملك سعود في الرياض، وعملت مشرفة تربية فنية في وزارة التعليم بمدارس الأحساء، كما عملت معلمة في المعهد المهني الثانوي بالأحساء 2005، ومعلمة تربية فنية في الإدارة العامة لتعليم البنات 2006، إضافة إلى كونها عضوا مؤسسا في مجلس إدارة الجمعية السعودية للفنون التشكيلية، وعضوة في جمعية البحرين للفنون التشكيلية، ولها دورات فنية عدة ومشاركات في معاهد صيفية لتعليم الفنون التشكيلية، ولها مساهمات أدبية وكتابات في جريدة اليوم وجريدة الجزيرة. كما فوضت من قبل رئيس لجنة الفن التشكيلي للرسم والنحت الفنان جورج الزعتيني بدعوة الفنانات السعوديات للمشاركة في سمبوزيوم أهدن الدولي 2005.

## الأسلوب الفني
تميزت الفنانة تغريد في لوحاتها بأسلوب فني خاص في الشكل والمضمون وبعض السمات الدقيقة، مثل قضايا المجتمع والتعبير بالأسئلة: ماذا يحدث؟ ولماذا؟ وأين؟ كما تتميز الفنانة بأعمالها بنمط المدرسة التغريدية، حيث تتسم أغلب لوحاتها بالوجوه وايضاً التعبير عن مشاعر المرأة.

## المرأة في لوحاتي
في مارس 2021، ذكرت الفنانة التشكيلية تغريد، بأن النساء تتميز في لوحاتها بالسمو البادي في استطالة ألنف والرقبة، لحبها للطبيعة وللنخيل كما تعكس ألوانها شغفاً واضحاً بالطبيعة، حيث قالت ما نصه "رقعة ألواني أختارها بعناية بحيث تبرز الفكرة، أميل لألوان الطبيعة، تشدني أكثر".

## ريهانا وإيفانكا ترمب
في سبتمبر 2017، حصدت لوحة الفنانة تغريد اهتمام واسع بحسابات التواصل الاجتماعي سواء العربية والعالمية، حيث قامت النجمة العالمية ريهانا، وإيفانكا ترمب بالتغريد بها مع تهنئتها بقرار قيادة السيارة للسعوديات. حيث ظهرت اللوحة وهي عبارة عن سيارة من نوع لكزس، وتقف عليها امرأة سعودية بكامل حجابها.

## رؤى الصين
في سبتمبر 2018، شاركت الهيئة العامة للثقافة بالملتقى الثقافي "رؤى الصين"، والذي نظمته وزارة الثقافة بالصين. حيث شاركت الفنانة تغريد البقشي والتي تم ترشيحا من قبل الهيئة لعرض إبداعاتها أمام الشعب الصيني. قدمت الفنانة تغريد ورشة فنية بعنوان "الصين بأعين العرب"، برفقة أهم الفنانين والفنانات العرب.

## خمسة تقاطعات
في يونيو 2017، أطلقت الفنانة التشكيلية تغريد معرضها الشخصي (15)، في مدينة جدة وتحديداً في صالة تسامي بالصيرفي مول ، تحت مسمى "خمسة تقاطعات"، ويعتبر هذا المعرض نقطة تحول في حياة الفنانة تغريد، حيث قدمت عددا من الأعمال الفنية بعدة مقاسات مختلفة. سلط المعرض على مجموعة من الأعمال التي أنجزتها تغريد خلال مراحل متفرقة في حياتها من 2012 حتى 2017. وذكرت تغريد ما نصه "هو تجارب عدة في محاولة لفهم ذاتي، وتفسير التضاد في الأفكار في مجتمع يحمل الكثير من المفاهيم غير المفسرة، والتي قد تسبب الألم في حال عدم فهمها".

## معارضها
بدأت مرحلتها الفنية عام 1999، وكان معرضها الأول عام 2001، لتقيم بعده أكثر من 16 معرضًا شخصيًا على المستويين المحلي والدولي، ولها أكثر من 200 مشاركة في معارض محلية ودولية في كل من السعودية، ومسقط، والبحرين، والإمارات العربية المتحدة، والكويت، ودبي، والمغرب، وتونس، ولبنان، ومصر، والهند، والنمسا، وكوريا، وألمانيا، والأرجنتين، ولندن، والدانمارك، وباريس.

### من المعارض التي أقامتها تغريد البقشي
- المعرض الفنّي المقام في السفارة السعوديّة بلندن بمناسبة احتفالات اليوم الوطني السعودي
- معرض التربية الفنية لكليات البنات بالأحساء
- معرض إتيلية جدة للفن التشكيلي[1]
- المعرض التشكيلي الجماعي برعاية الرئاسة العامة للشباب
- معرض مرور مئة عام على تأسيس المملكة
- المعرض التشكيلي الجماعي الحادي عشر بالأحساء
- معرض المسابقة التشكيلية للأسبوع الثقافي التاسع عشر بالأحساء
- معرض الفن الخليجي في عُمان.
- معرض الفنانين السعوديين في القاهرة.
- معرض خمس تقاطعات.[3]

## الجوائز
- جائزة اقتناء المستوى الأول في معرض الفنانات السعوديات.
- جائزة التميز التشكيلي ضمن فعاليات الأسبوع الثقافي لمهرجان هجر الثاني.
- جائزة اقتناء المستوى الثاني في معرض الفنانات السعوديات الثالث.
- جائزة السعفة البرونزية في المعرض الدوري الثامن للفنون التشكيلية في مسقط.
- جائزة السفير للمركز الثاني في مركز الملك فهد الثقافي.
- جائزة المفتاحة للفنون التشكيلية.
- جائزة الفن السعودي المعاصر.
- جائزة أوسكار الذهب العربي.
- جائزة السعفة البرونزية في المعرض الدوري الثامن للفنون التشكيلية والخط العربي في مسقط عام 2006.[3][15]